# Johann Mai
Johann Mai (* 13. August 1859 in Doubice; † nach 1885) war ein Fachschriftsteller, Privatlithograph, Photograph und Zeichner.

## Leben
Nach dem Besuch der einfachen Volksschule erlernte Mai zwischen seinem 13. und 18. Lebensjahr die Lithographie in Teplice und war daraufhin bis zu seinem 23. Lebensjahr als Gehilfe tätig. Seine fehlenden Schulkenntnisse, die auf den ausschließlichen Besuch der einfachen Volksschule zurückzuführen sind, musste er während seiner Lehrzeit nachholen. Von seinem 23. Lebensjahr bis zum 26. Lebensjahr leistete Johann Mai Militärdienst in der österreichischen Armee. Zu diesem Zeitpunkt war er als Lithograph in eine Militärdruckerei kommandiert. Nach seiner Entlassung war er in verschiedenen Städten Österreich-Ungarns, der Schweiz und Deutschlands beschäftigt. Er übte „durch viele Jahre die Steindruckereiabteilungs-Leitung und als Erster Lithograph“ seinen Beruf aus.
„Aus eigenem Antriebe erlernte er die verschiedenen Reproduktionsverfahren neben der Photographie und übt diese neben der Lithographie und Fachschriftstellerei […] aus.“ Mai war Mitglied des Allgemeinen Schriftstellervereins Berlin und des Unterstützungsvereins „Senefelder“ aus Frankfurt am Main.

## Werke
- Die Radierung und das Ätzen in Kupfer und Stahl zur Erzeugung druckbarer Platten / nebst einer Anleitung zum Keramischen Plattendruck. Gneist & Wenzel, Dresden 1920.